# Amherst (Virginia)
Amherst ist eine US-amerikanische Stadt im Amherst County und Verwaltungssitz desselben im Bundesstaat Virginia. Sie ist Teil des Lynchburg Metropolitan Statistical Area. Das U.S. Census Bureau hat bei der Volkszählung 2020 eine Einwohnerzahl von 2.110 ermittelt.

## Geographie
Die Stadt liegt im Südosten des Amherst County.

## Geschichte
Amherst wurde 1807 gegründet. Ursprünglich unter den Namen The Oaks und Seven Oaks bekannt, war es eine Haltestelle auf der Kutschenroute von Charlottesville nach Lynchburg. Nachdem durch Herauslösung der Nelson County gebildet wurde – und der Amherst County seinen Sitz verlor – wurde Amherst zum Verwaltungssitz ernannt.
Am 15. April 1910 wurde Amherst nach Gerichtsbeschluss des Circuit Court als rechtsfähige Gemeinde eingemeindet. Das Stadtrecht wurde 1950 von der Virginia General Assembly verliehen.

## Politik
Die Stadt wird durch ein Council Manager Government verwaltet.
| City Manager       | City Manager     | Bürgermeister       | Bürgermeister    | Bürgermeister | stellv. Bürgermeister        | stellv. Bürgermeister | stellv. Bürgermeister |
| Amtszeit           | Name             | Amtszeit            | Name             | Partei        | Amtszeit                     | Name                  | Partei                |
| ------------------ | ---------------- | ------------------- | ---------------- | ------------- | ---------------------------- | --------------------- | --------------------- |
|                    |                  | November 2016- 2018 | D. Dwayne Tuggle |               | 1. Januar 2017- 31. Dezember | Andrá A. Higginbotham |                       |
| Januar 2018– heute | Sara E. McGuffin | 2018– heute         | D. Dwayne Tuggle |               | 2018– heute                  | Rachel Carton         |                       |